# Podgorje, Slovenj Gradec
Podgorje je naselje v Mestni občini Slovenj Gradec. 

## Lega
Podgorje pri Slovenj Gradcu leži na zahodnem delu Pohorja, severovzhodno od Slovenj Gradca na Koroškem. Naselje se razprostira na gričevnatem območju, obdanem s travniki, polji in gozdovi, pod obronki Pohorja. Povprečna nadmorska višina naselja je okoli 444 metrov. Zaradi svoje lege ima naselje značilen podeželski videz, obenem pa nudi odlične možnosti za rekreacijo, pohodništvo in kolesarjenje. Od središča Slovenj Gradca je oddaljeno približno 5 kilometrov, kar omogoča dobro dostopnost in hkrati mirno, zeleno bivalno okolje. 

## Gospodarstvo
V vasi ni večjih industrijskih obratov, imajo pa trgovino, osnovno šolo, vrtec in kulturni dom. Veliko ljudi je zaposlenih v bližnjih mestih, veliko pa se jih tudi ukvarja s kmetijstvom, v zadnjih letih predvsem s hmeljarstvom.